# Sekcja Bibliotek Muzycznych Stowarzyszenia Bibliotekarzy Polskich
Sekcja Bibliotek Muzycznych Stowarzyszenia Bibliotekarzy Polskich – jednostka Stowarzyszenia Bibliotekarzy Polskich skupiająca polskie biblioteki muzyczne, m.in.: Zakład Zbiorów Muzycznych Biblioteki Narodowej, oddziały muzyczne bibliotek uniwersyteckich, biblioteki instytutów muzykologii, biblioteki akademii muzycznych, oddziały muzyczne bibliotek publicznych, biblioteki towarzystw muzycznych. Sekcja SBP funkcjonuje jednocześnie jako Polska Grupa Narodowa IAML.

## Historia
Propozycję założenia Sekcji przedłożyli w czerwcu 1964 roku Maria Prokopowicz, Krzysztof Mazur, Kornel Michałowski i Karol Musioł. Wszyscy oni zostali potem członkami Komitetu Organizacyjnego, który zebrał się 19 czerwca, i pierwszego Zarządu Sekcji Bibliotek Muzycznych SBP pod przewodnictwem Prokopowicz. Powstanie Sekcji było konsekwencją trwającej od 1955 roku współpracy polskich bibliotekarzy z IAML (jako pierwsza do organizacji przystąpiła wtedy Biblioteka Uniwersytecka w Warszawie). W 1972 roku Sekcja zyskała status Polskiej Grupy Narodowej IAML .

## Cele
Strona internetowa Sekcji Bibliotek Muzycznych SBP deklaruje następujące cele jej działalności:
- integracja środowiska bibliotekarzy muzycznych,
- organizowanie konferencji, sympozjów i spotkań roboczych,
- stworzenie członkom Sekcji możliwości publikacji materiałów pokonferencyjnych i artykułów naukowych,
- współpraca w zakresie katalogowania muzykaliów, szczególnie we współpracy Narodowym Katalogiem Centralnym NUKAT,
- stworzenia płaszczyzny wymiany informacji i doświadczeń w zakresie digitalizacji zbiorów muzycznych,
- kontynuowanie współpracy międzynarodowej i upowszechnianie jej znaczenia dla rozwoju bibliotekarstwa muzycznego w Polsce,
- rozpowszechnianie informacji na temat bieżącej działalności Sekcji,
- utrzymanie platformy wymiany informacji między członkami Sekcji,
- wspieranie członków Sekcji w realizacji inicjatyw lokalnych i branżowych (np. bibliotek naukowych, bibliotek akademii muzycznych, bibliotek publicznych),
- współpraca z Sekcją Fonotek SBP,
- współpraca z Zarządem Głównym SBP i Wydawnictwem SBP,
- działalność informacyjna dotycząca bibliotek i zbiorów muzycznych,
- przygotowywanie materiałów do publikacji, szczególnie periodyku „Biblioteka Muzyczna",
- współpraca międzynarodowa w ramach Międzynarodowego Stowarzyszenia Bibliotek Muzycznych IAML,
- udział w projektach RISM oraz RILM,
- działalność w ramach Sekcji Bibliotek Naukowych IAML.